# Larín (Arteijo)
Larín o San Esteban de Larín (llamada oficialmente Santo Estevo de Larín) es una parroquia y una aldea española del municipio de Arteijo, en la provincia de La Coruña, Galicia.

## Organización territorial
La parroquia está formada por veinte entidades de población, constando cuatro de ellas en el nomenclátor del Instituto Nacional de Estadística español:
- A Chamusqueira
- A Groba de Arriba
- A Lameira
- As Casas Novas
- Anide (O Anide)
- Bons
- Casanova (A Casanova)
- Coque (O Coque)
- Fraga (A Fraga)
- Godón
- Groba* (A Groba de Abaixo)
- Iglesario (O Igrexario)
- Larín*
- Larín de Arriba
- Mirón
- O Campo da Pedra
- O Rexedoiro
- O Salto do Carro
- Os Camallóns
- Paradela
- Payosaco[7] (Paiosaco)
- Pedra (A Pedra)
- Piñeiro (O Piñeiro)
- Rúa (A Rúa)
- Vigo

## Demografía

### Parroquia
| Gráfica de evolución demográfica de Larín (parroquia) entre 2000 y 2018 |
|                                                                         |
| Datos según el nomenclátor publicado por el INE.                        |

### Aldea
| Gráfica de evolución demográfica de Larín (aldea) entre 2000 y 2018 |
|                                                                     |
| Datos según el nomenclátor publicado por el INE.                    |